# Distanza di un punto da un insieme
In geometria, la distanza di un punto è la misura della distanza di un punto da un'altra entità geometrica nel piano o nello spazio. Generalmente, tale distanza è definita come la distanza minima fra il punto ed i vari punti dell'entità geometrica:
{\displaystyle d(p,S)=\inf _{q\in S}d(p,q)}.
La distanza può essere semplice da calcolare quanto avviene fra due punti definiti, o più complicata quando l'altro elemento è un insieme di punti; in questo caso bisogna prima individuare su quale traiettoria lineare bisogna misurarla.

## Calcolo di alcune distanze nella geometria euclidea

### Distanza tra due punti
La distanza tra due punti è la più semplice da calcolare, si misura lungo la retta passante per i due punti; se si è su un piano cartesiano con coordinate dei due punti {\displaystyle P_{0}(x_{0},y_{0})} e {\displaystyle P_{1}(x_{1},y_{1})} basta applicare il teorema di Pitagora
{\displaystyle d={\sqrt {(x_{0}-x_{1})^{2}+(y_{0}-y_{1})^{2}}}}
nello spazio invece con coordinate P0 (x0, y0, z0) e P1 (x1, y1, z1)
{\displaystyle d={\sqrt {(x_{0}-x_{1})^{2}+(y_{0}-y_{1})^{2}+(z_{0}-z_{1})^{2}}}.}

### Distanza di un punto da una retta
La distanza di un punto da una retta si misura lungo la distanza minima che è possibile individuare, ovvero lungo il segmento che parte dal punto e interseca ortogonalmente la retta.
Nel piano cartesiano, coordinate punto {\displaystyle P=(x_{0},y_{0})}
- Equazione implicita della retta {\displaystyle r:ax+by+c=0},

{\displaystyle d(P,r)={\frac {|ax_{0}+by_{0}+c|}{\sqrt {a^{2}+b^{2}}}}.}
- Equazione esplicita della retta {\displaystyle r:y=mx+q}

{\displaystyle d(P,r)={\frac {|y_{0}-mx_{0}-q|}{\sqrt {1+m^{2}}}}.}
La distanza fra {\displaystyle P} ed {\displaystyle r} è la lunghezza del segmento {\displaystyle {\overline {PH}}}, dove {\displaystyle H} è il punto di intersezione di {\displaystyle r} con la retta perpendicolare a {\displaystyle r} passante per {\displaystyle P}.
Supponiamo inizialmente che {\displaystyle P=(0,0)=O} sia l'origine. Tenendo conto della condizione di perpendicolarità, si ottengono le coordinate del punto {\displaystyle H} risolvendo il sistema:
{\displaystyle \left\{{\begin{matrix}ax+by+c=0\\bx-ay=0\end{matrix}}\right.}
Quindi
{\displaystyle H=\left(-{\frac {ac}{a^{2}+b^{2}}},-{\frac {bc}{a^{2}+b^{2}}}\right)}
e la lunghezza del segmento {\displaystyle {\overline {OH}}} è data da:
{\displaystyle |\,{\overline {OH}}\,|={\sqrt {\frac {a^{2}c^{2}+b^{2}c^{2}}{(a^{2}+b^{2})^{2}}}}={\frac {|c|}{\sqrt {a^{2}+b^{2}}}}.}
Se {\displaystyle P\neq O} ci si riconduce al caso precedente tramite la traslazione degli assi.
{\displaystyle \left\{{\begin{matrix}x=X+x_{0}\\y=Y+y_{0}\end{matrix}}\right.}
Nel riferimento {\displaystyle (P,X,Y)} la retta {\displaystyle r} è rappresentata dall'equazione: {\displaystyle aX+bY+(ax_{0}+by_{0}+c)=0}.
Ripercorrendo la dimostrazione precedente si giunge facilmente alla formula che si voleva dimostrare.

### Distanza di un punto da un piano
Nello spazio, la distanza di un punto da un piano si misura lungo la retta passante per il punto che interseca perpendicolarmente il piano
In un sistema di coordinate tridimensionali consideriamo le coordinate del punto {\displaystyle P_{0}=(x_{0},y_{0},z_{0})}
L'equazione del piano {\displaystyle p:ax+by+cz+d=0}
{\displaystyle d(P_{0},p)={\frac {|ax_{0}+by_{0}+cz_{0}+d|}{\sqrt {a^{2}+b^{2}+c^{2}}}}.}
Fra le applicazioni di questa relazione, si noti che ad esempio la distanza fra il centro di una sfera ed un piano tangente ad essa è uguale alla lunghezza del raggio della sfera stessa.

### Distanza di un punto da una superficie
La distanza tra un punto ed una superficie generica è più complicata da calcolare. Può inoltre esistere un'altra distanza notevole, la distanza massima, definita come il massimo delle distanze tra i punti della superficie e il punto dato.
Ad esempio, la distanza minima di un punto da una sfera è la differenza tra la distanza del punto dal centro della sfera e il raggio della sfera, mentre la loro distanza massima è la somma di queste due lunghezze (distanza del punto dal centro della sfera e il raggio della sfera).